# Dirk Lavrysen
Dirk Lavrysen (Turnhout, 22 januari 1954) is een Vlaams acteur.
Hij studeerde in 1977 af aan het Koninklijk Vlaams Muziekconservatorium te Antwerpen en woont tegenwoordig in Hove. Dirk Lavrysen speelt zowel in kleinere theaterproducties als in grote musicals en is ook bekend van verschillende rolletjes op televisie.

## Theater
Lavrysen regisseerde en speelde zelf bij het Raamtheater en was te zien in theaterkomedies,  zoals Taxi Taxi, en in de winterrevue van Caals en Van Vooren. 
In de Studio-100-musical De 3 Biggetjes speelde hij het personage Baltimore, de vader van de wolven.
Hij speelde ook de koning in de musical De kleine zeemeermin en de circusdirecteur in de musical Pinokkio.
Zijn recentste optreden is de rol van Jansen in Kuifje: De Zonnetempel, die hij overnam van Dick Cohen.
Naast het acteren geeft Lavrysen ook les aan de SAMWD Turnhout en ook elders.

## Televisie
Zijn bekendste rol is die van Jacky Baelemans in Thuis (2001-2007) en die van vader Bert in Grappa.
Hij speelde gastrollen in Samson en Gert (agent), Terug naar Oosterdonk (deurwaarder), Recht op Recht (schoolconciërge en in 2000 Roumieux), Hallo België (binnenhuisarchitect Jean-Pierre Lafloche 'Flochke'), Flikken (Ronny), Zone Stad (Serge), Witse (schipper Rondelez), Verschoten & Zoon (psycholoog Dewitte en in 2005 taxichauffeur), Spoed (Wilfried), Mega Mindy (Robert Manz, circusdirecteur Manzini), F.C. De Kampioenen (Freddy Constant in 1995, bankbediende in 2002, verhuurder in 2008), W817 (Leon Mertens), Spring (hoteleigenaar) en Wittekerke (zware jongen).
Vanaf 2003 (2003, 2006-2007, 2009-2010) speelt hij Firmin Muys in Lili en Marleen. Firmin Muys is een stadsbediende die volledig onder de sloef ligt bij zijn vrouw, Georgette. Hij heeft een dochter, Vicky, die getrouwd is met Rikki van café "De Lichttoren". Firmin probeert altijd te bemiddelen tussen zijn "deftige" vrouw en de bewoners van "De Lichttoren".
In 2009 speelt hij Lucien in Los zand.
In 2010 speelde hij Gustaaf in Hallo K3!. In 2012 is hij te zien in Zone Stad. In 1992 nam hij de gastrol van Sergeant Liboton voor zijn rekening in de VTM-soap Familie. In 2018 speelde hij een gastrol in de film De Collega's 2.0 als buschauffeur.
Voor Studio100 speelde Lavrysen in de special Piet Piraat en de pompoenkoning in 2008. Het jaar daarop werd hij teruggevraagd als Lord McDoedel in Piet Piraat en het Schotse spook en in 2010 werd Lavrysen gecast voor Het Huis Anubis: De Vijf en de Toorn van Balor. Dat was de laatste Studio100-special waarin Lavrysen meespeelde
- Gemeinsame Normdatei: 1069803634
- Virtual International Authority File: 315940057
- WorldCat: E39PBJjXk6DQcTThRG7mBRQTHC